# Dia Mundial de l'ELA
El Dia Mundial de l'ELA és un dia internacional que se celebra cada any el 21 de juny com a forma de donar visibilitat a aquesta malaltia, la Esclerosi lateral amiotròfica (ELA).
L'Esclerosi Lateral Amiotròfica és una malaltia del sistema nerviós central, que es caracteritza perquè es produeix una degeneració progressiva de les neurones motores a l'escorça cerebral, el tronc de l'encèfal i la medul·la espinal. Des de l'any 1997 diverses associacions de pacients promouen la celebració del 'Dia Mundial contra l'ELA' per tal de donar visibilitat a aquesta malaltia en una jornada en què, a més d'informar, s'intenta que s'augmenti la investigació i els recursos econòmics que s'hi destinen.
El dia 21 de juny com a dia commemoratiu de l'Esclerosi Lateral Amiotròfica (ELA) va ser establert a la VI Trobada de l'Aliança Internacional de les Associacions ELA realitzat el 1996 a Chicago, Illinois, als EUA. La finalitat és visibilitzar l'afecció, i promocionar més investigacions sobre les seves causes i tractaments que millorin la qualitat de vida dels pacients, així com la seva esperança vital.